# Matte Modin
Matte Modin, también conocido como Fjällhammer, es un baterista sueco, más conocido por su participación en Dark Funeral, este fue el baterista de Dark Funeral desde 2001 hasta 2005, fue por Matte Modin que Dark Funeral tuvo que cancelar varias fechas y posponer otras ya que este mentía para poder dedicarle ese tiempo a la banda de Horrorpunk en la que él tenía la ocupación de baterista, más tarde en 2007 este es echado de Dark Funeral por mentir, años más tarde también es echado de la banda de Horrorpuk y actualmente se encuentra en un proyecto de Thrash, Gothic metal llamado AmysAshes en el cual tiene la ocupación de baterista.